# Nealiolus curculionis
Nealiolus curculionis är en stekelart som först beskrevs av Fitch 1859.  Nealiolus curculionis ingår i släktet Nealiolus och familjen bracksteklar. Inga underarter finns listade i Catalogue of Life.